# Pièces commémoratives et pièces de collection maltaises en euro
Des pièces commémoratives et des pièces de collection en euro sont émises par la Monnaie de Malte depuis son entrée dans la zone euro en 2008.

## Pièces commémoratives
Malte participe en 2009 à l'émission commémorative européenne à l'occasion du 10e anniversaire de l'euro. À partir de 2011, la Bank of Malta a commencé l'émission d'une série de cinq pièces de 2 euro commémoratives sur son histoire constitutionnelle. Elle participe aussi en 2012 à l'émission commémorative européenne à l'occasion du 10e anniversaire des billets et pièces en euros.
| 2009                                                | |                |
| 10e anniversaire de l'Union économique et monétaire | |                |
|                                                     | Tous les pays de la zone euro ont émis le 1er janvier une pièce commémorative de 2 € pour célébrer le 10e anniversaire de l'Union économique et monétaire. Le centre de la pièce illustre une silhouette humaine stylisée dont le bras gauche est prolongé par le symbole de l'euro. Le nom du pays émetteur MALTA apparaît dans la partie supérieure, tandis que l'indication 1999-2009 et l'acronyme UEM (pour Unjoni Ekonomika u Monetarja, Union économique et monétaire ou UEM) apparaissent dans la partie inférieure. L'anneau externe de la pièce représente les douze étoiles du drapeau européen. |                |
| Graveur : Georgios Stamatopoulos                    | \| Gravure sur la tranche : \| Date : \| Tirage : \| \| \| 1er janvier 2009 \| 700 000 pièces \| |                |
| Gravure sur la tranche :                            | Date : | Tirage :       |
|                                                     | 1er janvier 2009 | 700 000 pièces |

| 2011                                          | |                |
| Élection des premiers représentants de Malte. | |                |
|                                               | La représentation d'une main glissant un bulletin de vote dans une urne. En bas, le millésime 2011; en haut, le nom du pays émetteur MALTA, suivi de la légende First elected representatives (Premiers représentants élus) et l'année 1849. L'anneau extérieur de la pièce comporte les douze étoiles du drapeau européen. |                |
| Graveur : Gianni Bonnici                      | \| Gravure sur la tranche : \| Date : \| Tirage : \| \| \| 28 novembre 2011 \| 430 000 pièces \| |                |
| Gravure sur la tranche :                      | Date : | Tirage :       |
|                                               | 28 novembre 2011 | 430 000 pièces |

| 2012                                                                         | |                |
| 10e anniversaire de la mise en circulation des billets et des pièces en euro | |                |
|                                                                              | Le dessin au centre de la pièce symbolise la place acquise en dix ans par l'euro, qui est désormais un acteur mondial à part entière, et son importance dans la vie quotidienne, différents aspects étant décrits : les citoyens (représentés par une famille de quatre personnes), le commerce (le bateau), l'industrie (l'usine) et l'énergie (les éoliennes). Le nom du pays émetteur MALTA est apposé en haut de la pièce. L'anneau externe de la pièce comporte les douze étoiles du drapeau européen. |                |
| Graveur : Helmut Andexlinger                                                 | \| Gravure sur la tranche : \| Date : \| Tirage : \| \| \| 30 mars 2012 \| 700 000 pièces \| |                |
| Gravure sur la tranche :                                                     | Date : | Tirage :       |
|                                                                              | 30 mars 2012 | 700 000 pièces |

| 2012                                          | |                |
| Majorité au Conseil des Représentants en 1887 | |                |
|                                               | La représentation d'une foule devant le palais le palais du gouverneur à La Valette. En haut, la mention du pays émetteur MALTA, suivie de la légende Majority representation 1887 et en bas, le millésime 2012. L'anneau extérieur de la pièce comporte les douze étoiles du drapeau européen. |                |
| Graveur : Ganni Bonnici                       | \| Gravure sur la tranche : \| Date : \| Tirage : \| \| \| Septembre 2012 \| 430 000 pièces \| |                |
| Gravure sur la tranche :                      | Date : | Tirage :       |
|                                               | Septembre 2012 | 430 000 pièces |

| 2013                                          | |                |
| Constitution du gouvernement autonome de 1921 | |                |
|                                               | Foule d'hommes, de femmes et d'enfants et carte des îles maltaises. En haut à droite, le nom du pays émetteur MALTA, suivi de la légende Self-government 1921. En bas, le millésime 2013. L'anneau externe de la pièce comporte les douze étoiles du drapeau européen. |                |
| Graveur : Gianni Bonnici                      | \| Gravure sur la tranche : \| Date : \| Tirage : \| \| \| 28 octobre 2013 \| 542 500 pièces \| |                |
| Gravure sur la tranche :                      | Date : | Tirage :       |
|                                               | 28 octobre 2013 | 542 500 pièces |

| 2014                                             | |                |
| 200e anniversaire des forces de police maltaises | |                |
|                                                  | Le badge des forces de police maltaises entouré de la légende 200 YEARS•MALTA POLICE FORCE et des années 1814-2014. L'anneau externe de la pièce comporte les douze étoiles du drapeau européen. |                |
| Graveur : Noel Galea Bason                       | \| Gravure sur la tranche : \| Date : \| Tirage : \| \| \| Juillet 2014 \| 300 000 pièces \| |                |
| Gravure sur la tranche :                         | Date : | Tirage :       |
|                                                  | Juillet 2014 | 300 000 pièces |

| 2014                                        | |                |
| 50e anniversaire de l'indépendance de Malte | |                |
|                                             | Détail d'une statue commémorant de Gianni Bonnici commémorant l'indépendance datant de 1989 et représentant une femme, allégorie de Malte, agitant un drapeau maltais. En haut à droite, la mention du pays émetteur MALTA et la légende Independence 1964. En bas, le millésime 2014. L'anneau externe de la pièce comporte les douze étoiles du drapeau européen. |                |
| Graveur : Ganni Bonnici                     | \| Gravure sur la tranche : \| Date : \| Tirage : \| \| \| Octobre 2014 \| 400 000 pièces \| |                |
| Gravure sur la tranche :                    | Date : | Tirage :       |
|                                             | Octobre 2014 | 400 000 pièces |

| 2015                                          | |
| 100e anniversaire du premier vol depuis Malte | |
|                                               | Le biplan de type « Short Admiralty 135 » n° 136 survolant Grand Harbour avec Fort Saint-Michel surmonté d'une tour de guet. En haut, la légende FIRST FLIGHT FROM MALTA (Premier vol depuis Malte). Sous l'avion, en 2 lignes, la mention 100TH ANNIVERSARY (100e anniversaire). À droite, les années 1915-2015. L'anneau externe de la pièce comporte les douze étoiles du drapeau européen. |
| Graveur : Noel Galea Bason                    | \| Date : \| Tirage : \| \| Mars 2015 \| 325 000 pièces \| |
| Date :                                        | Tirage : |
| Mars 2015                                     | 325 000 pièces |

| 2015                                  | |
| Proclamation de la République en 1974 | |
|                                       | Cette pièce est la cinquième et dernière d'une série de 5 pièces commémorant l'histoire institutionnelle de Malte. Un cadre commémoratif, comportant les anciennes armoiries de Malte utilisées de 1975 à 1988. En haut à droite, la mention du pays émetteur MALTA et la légende Republic 1974. En bas, le millésime 2015. L'anneau externe de la pièce comporte les douze étoiles du drapeau européen. |
| Graveur : Ġanni Bonnici               | \| Date : \| Tirage : \| \| Septembre 2015 \| 405 000 pièces \| |
| Date :                                | Tirage : |
| Septembre 2015                        | 405 000 pièces |